# Charles Leslie Stevenson
Charles Leslie Stevenson (n. 1908 – d. 1979) a fost un filozof, etician și estetician american. A fost profesor la Yale University între anii 1939 to 1946 și la University of Michigan între 1946 to 1977.  A studiat în Anglia împreună cu Wittgenstein și G. E. Moore.
1. 1 2  Charles L. Stevenson, Muzeul Solomon R. Guggenheim, accesat în 9 octombrie 2017
2. 1 2  Charles Stevenson, SNAC, accesat în 9 octombrie 2017
3. 1 2  Charles Leslie Stevenson, Internet Philosophy Ontology project, accesat în 9 octombrie 2017
4. ↑  The Feminist Companion to Literature in English[*], p. 1029 Verificați valoarea |titlelink= (ajutor)
5. ↑  IdRef, accesat în 11 mai 2020